# 勝林寺 (豊島区)
勝林寺（しょうりんじ）は、東京都豊島区にある臨済宗妙心寺派の寺院。

## 概要
1615年（元和元年）、了堂宗歇によって開山された。開基は医師の中川元故である。元々は現在の湯島聖堂のあたりに位置していたが、1657年（明暦3年）の明暦の大火の後に駒込蓬莱町（現・東京都文京区向丘）に移転した。
当初は「嵩呼山心宗寺」と称していた。「嵩呼山」は禅宗の祖達磨が住んだ嵩山少林寺に、「心宗寺」は臨済宗の別称「仏心宗」に由来する。1649年（慶安2年）、「萬年山少林寺」に改称した。その後、「勝林寺」に改称した。
当寺は、江戸時代に数多くの大名や旗本が檀家となっていた。それらの檀家の中で最も有名なのが田沼意次である。老中在任中、意次は勝林寺の拡張整備を行っており、当寺では意次を「中興開基」としている。
1908年（明治41年）の道路拡張工事に伴い、墓地のみを現在地に移転し、1941年（昭和16年）には寺そのものも現在地に移転した。

## 墓所
- 田沼意次（江戸幕府老中）
- 田沼意知（意次の子、佐野政言に暗殺される。）
- 中根東平（儒学者）
- 太地喜和子（女優）
- 日根野高継

## 交通アクセス
- 駒込駅または巣鴨駅より徒歩15分。